# Mokhtar Lamhene
Mokhtar Lamhene est un footballeur international algérien né le 18 janvier 1990 à Sidi Aïch dans la banlieue de Béjaïa. Il évolue au poste de milieu de terrain à la JSM Skikda.

## Biographie
Mokhtar Lamhene joue 60 matchs en première division algérienne entre 2010 et 2018, inscrivant quatre buts.
Il participe à la Coupe de la confédération avec les clubs de la JS Kabylie et du CR Belouizdad.
Il remporte la coupe d'Algérie à deux reprises, en 2011 puis en 2017.

## Palmarès
- Vainqueur de la coupe d'Algérie en 2011 avec la JS Kabylie.
- Vainqueur de la coupe d'Algérie en 2017 avec le CR Belouizdad.
- Finaliste de la supercoupe d'Algérie en 2017 avec le CR Belouizdad.
- Accession en Ligue 1 en 2016 avec l'O Médéa.